# Carteret (Manche)
Pour les articles homonymes, voir Carteret.
Carteret, prononcé [karteré], est une ancienne commune française du département de la Manche et de la région Normandie, intégrée à Barneville-Carteret depuis 1965.

## Toponymie
Le nom de la localité est attesté sous les formes Carterei, de Cartreio en 1125, Chartrai en 1156, de Cartrahio en 1167, Cartret en 1179, Carterei en 1180, de Kartraio au XIIe siècle, Cartrait vers 1210.
Du scandinave Kart (« terrain caillouteux ») et du scandinave Reidh qui signifie le « mouillage »,,.
Ce nom est porté par la famille de Carteret connue depuis le Xe siècle comme tenant la seigneurie de Carteret puis de Carteret et de Saint-Ouen à partir du XIe siècle avec Renaud Ier de Carteret. L'extension du toponyme, comme l'arrondissement dans le New Jersey (état des États-Unis d'Amérique) est lié à l'histoire de la famille.

## Histoire

### Antiquité
Il n'y a pas de preuve archéologique de l'utilisation romaine du cap de Carteret à des fins militaires ni de vestiges d'habitations gallo-romaines sur le territoire de la commune,,.
Selon certains auteurs une voie secondaire aboutit à Carteret au lieu nommé « le Castel », où un camp romain (exploratorium) surveille la côte et le havre contre un éventuel débarquement d'un envahisseur.

### Moyen Âge
Un Guy de Carteret (Xe siècle) dit l'Oiseleur est le premier seigneur connu notamment à Jersey. Vers le XIe siècle la terre de Carteret relève directement du duc de Normandie. Un seigneur de Carteret participa à la bataille d'Hastings.
En 1125, Renaud Ier de Carteret († v. 1130) donne l'église à l'abbaye du Mont-Saint-Michel avec les dîmes de la paroisse et une terre à Jersey avec également ses dîmes. L'abbé du Mont est à cette époque Richard de Méré.
Renaud laisse trois fils : Philippe, Onfroy et Geoffroy. Philippe l'aîné sera à son tour seigneur de Carteret. En 1129, il fait bâtir à ses frais sur l'île de Jersey, l'église de Torteval et vint en 1135, en compagnie de sa mère Lucie, restitué à Bernard du Bec, abbé du Mont, les biens donnés par son père dont il s'était emparé, y ajoutant même la dîme de ses moulins ainsi que plusieurs pièces de terre à Jersey et Carteret,. Lui succède son fils Renaud II de Carteret, puis un Philippe de Carteret qui en 1180 doit le service d'un chevalier au duc-roi Henri II, puis Renaud III, fils de Philippe qui est en 1200 seigneur de Carteret. En 1204, après l'annexion de la Normandie par Philippe Auguste il prend le parti du roi d'Angleterre Jean sans Terre à qui il rend hommage pour sa terre de Saint-Ouen de Jersey ; ses biens continentaux sont confisqués par le roi de France. Vers 1210, la terre de Carteret est entre les mains du roi de France par confiscation.
En 1271, Renaud IV († av. 1309) est en possession de la terre de Carteret, et doit au roi de France le service d'un tiers de chevalier. Avec son frère Roger il sert dans l'armée du roi de France Philippe le Hardi contre le comte de Foix. En 1286, Renaud IV passe un accord avec le seigneur de Barneville, Richard Carbonnel, sur les droits et coutumes du havre de Carteret. Succède à Renaud son fils Philippe IV, puis le fils unique de ce dernier, Renaud V, qui était seigneur de Carteret au début de la guerre de Cent Ans. Les Carteret avaient alors retrouver leurs domaines en Cotentin, probablement rendu en 1258 à la suite du traité de Paris par Louis IX. Mais la fidélité de Renaud V envers Édouard III, considéré comme une forfaiture par le roi de France, entraîna la confiscation définitive des biens des Carteret en Cotentin. Le 11 avril 13418, Jean II le Bon, par un acte donné au prieuré du Pré (ou de Bonnes-Nouvelles), faubourg  Saint-Sever de Rouen, donne à maître Yves Simon, clerc du roi, les héritages de Regnaut de Carteret, chevalier, sis à Carteret. Mais dès 1349, Carteret est la possession de Jeanne de Clamorgan, qui est également dame de Saint-Plançois-du-Mor (probablement à Saint-Sauveur-de-Pierrepont), et en partie de Saint-Pierre-Église et épousa Jean Le Sage, chevalier, seigneur de Chandon en Touraine (Amboise). Leur fils, Pierre Le Sage, seigneur de Chandon, Saint-Pierre-Église et Carteret, épousa Jeanne Piquet. De cette union sont issus : Robert Le Sage (né vers 1380), comte de Chandon, et Raoul Le Sage, chevalier de Chandon, seigneur de Carteret, de Saint-Plançois-du-Mor et, en partie, de Saint-Pierre-Église et Rauville. En 1467, la terre de Carteret est entre les mains du roi de France et ce jusqu'à l'époque de François Ier où la terre est érigée en fiefferme.

### Temps modernes
Le 4 octobre 1522, les commissaires du roi aliènent la terre à Jean Toulorge, pour le prix de 1 046 livres et 7 sols. Celui en cède la moitié à Gilles Le Seigneur qui s'est rendu caution et avait payé la moitié au trésor royal. Toulorge s'installa en Angleterre sans payer sa part, et Le Seigneur, poursuivi en justice et contraint par corps, paya finalement la totalité de la somme et fut mis en possession de l'intégralité de la terre de Carteret.
La fiefferme se composait alors d'une rente de : 155 boisseaux de froment, 4 boisseaux de sel, 3 chapons, 50 œufs, 2 gélines (poules) et 73 sols en argent avec droit de juridiction, gage plège (assemblée de vassaux d'un même fief), cour et usage, reliefs (droits que le vassal doit payer à son seigneur, lors de certaines mutations), treizièmes (droit perçu par le seigneur sur les mutations et les ventes de propriétés), droits de gravage et de pêcherie. Quant au manoir, il était « à présent décati et tombé en ruyne, en façon qu'il n'y apparaist que les fondementz et quelque peu de masures d'icellui manoir, et le tuyau d'un chauffe-pied encore tenant sur quelque portion desdites masures, aussy la place d'un colombier près lesdites masures, en quoy il y a apparence de rondeur et en icelle apparence plusieurs pertuys viron de deux à trois pieds de hauteur, et près les dites masures y a environ 12 vergées de terres lesquelles se consistent partie en sablons et vallant de non valleur… », et il fallait plus de 100 livres pour le reconstruire et encore près de 100 livres pour réparer les moulins également en ruine. Le 18 octobre 1553, Gilles Le seigneur vend la terre de Carteret à Pierre Beaugendre, écuyer, pour le prix de 348 écus 2 / 3 et 7 sols et 10 écus pour les frais. Le 21 juin 1580, Pierre Beaugendre remit la fiefferme de Carteret aux commissaires du roi, moyennant le remboursement du prix d'acquisition et des frais.
En 1567, Pierres Beaugendre, écuyer, sieur de Carteret, est taxé pour ce fief de 60 solz dans le rôle des nobles et roturiers, au titre du ban et de l'arrière ban de la vicomté de Coutances, réalisé par Gilles Dancel, seigneur d'Audouville, lieutenant général du bailli de Cotentin, tenu à Coutances les 20-22 octobre. La fiefferme de Carteret, tenu du roi, avait des extensions à Notre-Dame-d'Allonne, Saint-Pierre-d'Allonne et Barneville.
En 1580, la fiefferme de Carteret fut aliénée pour quatre années à plusieurs adjudicataires dont Pierre Lemoigne, Clément, Colas et Bertrand Duval, Jacques Le Pasquet, François Toulorge, Pierre Leclerc, Nicolas Sybran, tous de Carteret, et Pierre Beaugendre qui seront « coseigneurs » de Carteret jusqu'en 1593. En 1593, l'aliénation fut alors faite annuellement au profit du seigneur de Thoville pour 40 écus, de Gilles Le Chevallier pour 50 écus et 20 sols, et Guyon Avoine pour 60 écus. Le 24 mai 1594, nouvelle aliéniation, la terre est adjugée à Olivier Tympel pour le prix de 10 060 écus, qui le 27 mai déclare que l'acquisition a été faite pour le baron de La Luthumière (Brix), Antoine de La Luthumière († 1619), seigneur de Brix et de La Haye-d'Ectot. Lui succède son fils, François Le Tellier de La Luthumière (1579-1658), seigneur et patron de Brix, La Haye-d'Ectot et autres seigneuries, gouverneur de la ville et du château de Cherbourg, puis la fille et seule héritière de ce dernier, Marie-Françoise de La Luthumière (1625-1695) qui avait épousé, le 14 octobre 1648, Henri de Matignon (1633-1682), comte de Torigny et lieutenant du roi en Normandie. Carteret échoua, par acte de partage du 13 février 1696, à l'une de ses filles, Catherine-Thérèse de Matignon (1662-1699), dame de La Haye-d'Ectot, d'Yvetot et de Carteret. Le 6 septembre 1679, elle épousa en premières noces, Jean-Baptiste Colbert (1651-1690), marquis de Seignelay et, le 22 février 1696, en secondes noces, Charles de Lorraine (1648-1708), comte de Marsan, sire de Pons et prince de Mortagne, avec qui elle eut deux enfants, Charles Louis et Jacques-Henri de Lorraine (1698-1734), dit le chevalier de lorraine, qui hérita de Carteret. Celui-ci, le 5 avril 1718, fieffa la terre de Carteret à Robert Rossignol (ou Le Rossignol), écuyer, conseiller du roi, lieutenant civil et criminel au bailliage de Saint-Sauveur-le-Vicomte, avocat au Parlement de Paris, sieur de Boisroger, moyennant 10 livres tournois de rente. Mais le 5 mai 1718, le chevalier de Lorraine vend la terre de Carteret à Pierre Pitteboult (1685-1740), seigneur de Sortosville-en-Beaumont pour la somme de 13 300 livres, dont 3 300 livres comptant, les 10 000 livres restantes constituées en 500 livres de rente racquitable à la volonté de l'acquéreur.
Le 28 avril 1719, Pierre Pitteboult remet la terre de Carteret à titre de clameur féodale à Robert Le Rossignol ; remise ratifiée le 27 mai 1723 par le chevalier de Lorraine qui reçut les 10 000 livres de capital. Robert Le Rossignol († 6 février 1742 à Saint-Sauveur-le-Vicomte), avait épousé, le 20 février 1708, Barbe-Françoise Dancel de Quinéville et eurent plusieurs enfants dont : Jean-Baptiste-François Rossignol, écuyer, seigneur de Carteret, Georges-Robert-Michel Le Rossignol, Madeleine-Françoise Le Rossignol.
En 1760, la terre de Carteret passe à Robert-Pierre Le Rossignol, sieur de Doublemont, cousin de Jean-Baptiste-François Le Rossignol de Carteret.
Robert-Pierre Le Rossignol, fils de Pierre Le Rossignol et de Catherine du Moustier, né vers 1708 et mort célibataire le 14 août 1785 au château de Tour-en-Bessin, eut plusieurs héritiers dont Marie-Bernadine de Hennot, dame du Rosel, Barneville, Graffard et Sortosville-en-Beaumont qui reçut la fiefferme de Carteret avec gravage, droits honorifiques et rentes seigneuriales, la grande et petite garenne de Carteret, le château de Carteret, la grande ferme du château et trois autres petites fermes, les fermes de La Moinerie et du lieu Gaugain à Tour-en-Bessin et diverses rentes.
En 1784, un descendant de la famille de Carteret en Angleterre fut nommé baron sous le nom de lord Carteret.
Le dernier seigneur de Carteret fut Hyacinthe-Robert-François Lefebvre d'Anneville, écuyer, né le 5 mai 1741, mort le 9 avril 1826, et dont la tombe se trouve dans l'ancien cimetière de l'église Saint-Louis.

### Époque contemporaine
En 1842, lors d'une halte chez des amis, Chateaubriand découvre Carteret et sa plage abritée du vent, où ne résident en villégiature qu'une vingtaine de familles.
En 1889, à la suite de l'arrivée du train et grâce à la ligne de bateaux en provenance de Jersey, Carteret, puis Barneville deviennent des stations balnéaires de renom. Le syndicat d'initiative est créé en 1904.
En 1964, la commune de Carteret est réunie à celle de Barneville-sur-Mer.

## Administration
| Période | Période | Identité                    | Étiquette | Qualité          |
| --- | ------- | --------------------------- | --------- | ---------------- |
| 1790 | 1795    | François Duval              |           |                  |
| 1795 | 1796    | Jean-René Delalande         |           |                  |
| 1796 | 1797    | François Duval              |           |                  |
| 1797 | 1797    | Jean-François Poret         |           |                  |
| 1797 | 1799    | François Duval              |           |                  |
| 1799 | 1800    | Jean-Baptiste Poret         |           |                  |
| 1800 | 1801    | P. F. Le Febvre d'Anneville |           |                  |
| 1801 | 1808    | Guillaume Noël              |           |                  |
| 1808 | 1816    | François Duval              |           |                  |
| 1816 | 1824    | Nicolas Noël                |           |                  |
| 1825 | 1825    | Louis Lepelletier           |           |                  |
| 1825 | 1833    | Nicolas Noël                |           |                  |
| 1834 | 1845    | Louis Lepelletier           |           |                  |
| 1846 | 1846    | Julien Leforestier          |           | Adjoint au maire |
| 1846 | 1870    | Edmond-H. Duchâtel          |           |                  |
| 1870 | 1896    | Ferdinand Lepelletier       |           |                  |
| 1896 | 1912    |                             |           |                  |
| 1913 | 1913    | A. Hilarion Bressian        |           |                  |
| 1914 | 1918    | Jean Férey                  |           |                  |
| 1919 | 1927    | Célestin Albert Aubel       |           |                  |
| 1927 | 1936    | Eugène Excoffier            |           |                  |
| 1936 | 1937    | Louis Jeannet               |           |                  |
| 1938 | 1941    | Fernand Houel               |           |                  |
| 1942 | 1943    | Séverin de Puytorac         |           |                  |
| 1944 | 1944    | Victor Pilard               |           |                  |
| 1945 | 1946    | André Poulain               |           |                  |
| 1946 | 1947    | Marcellin Rose              |           |                  |
| 1947 | 1959    | Eugène Godey                |           |                  |
| 1959 | 1964    | Jean-Louis Joly             |           |                  |
| Une partie des données est issue d'une liste établie par Jean Pouëssel et la mairie de Barneville-Carteret. |         |                             |           |                  |

## Population et société
Les habitants sont appelés les Carteretais.

### Démographie
| 1793 | 1800 | 1806 | 1821 | 1831 | 1836 | 1841 |
| ---- | ---- | ---- | ---- | ---- | ---- | ---- |
| 453  | 475  | 430  | 510  | 513  | 540  | 542  |

| 1846 | 1851 | 1856 | 1861 | 1866 | 1872 | 1876 |
| ---- | ---- | ---- | ---- | ---- | ---- | ---- |
| 511  | 509  | 470  | 499  | 524  | 533  | 494  |

| 1881 | 1886 | 1891 | 1896 | 1901 | 1906 | 1911 |
| ---- | ---- | ---- | ---- | ---- | ---- | ---- |
| 492  | 523  | 560  | 550  | 520  | 581  | 571  |

| 1921 | 1926 | 1931 | 1936 | 1946 | 1954 | 1962 |
| ---- | ---- | ---- | ---- | ---- | ---- | ---- |
| 637  | 690  | 714  | 758  | 979  | 789  | 754  |

## Culture locale et patrimoine

### Lieux et monuments

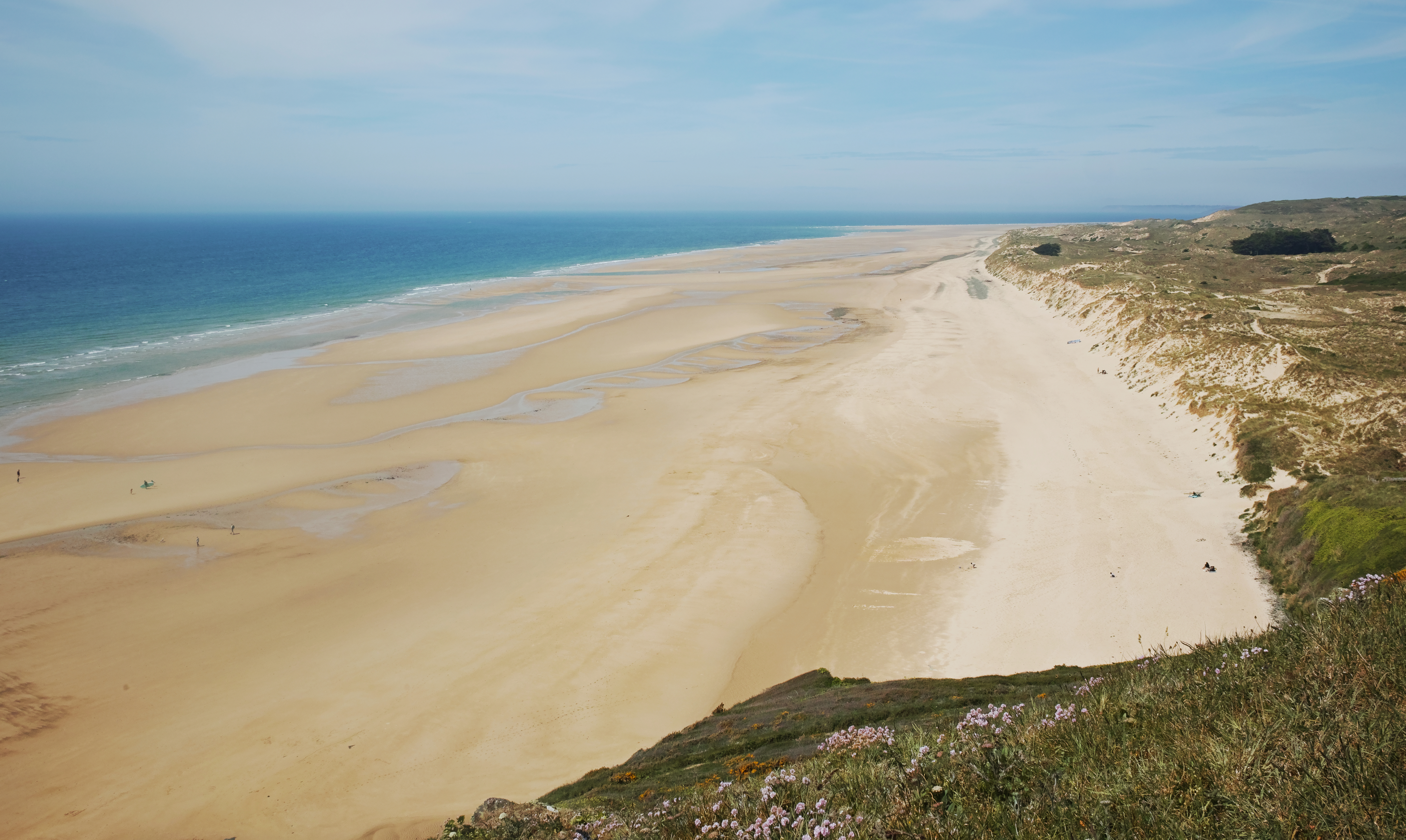
La plage de la vieille église de Carteret.

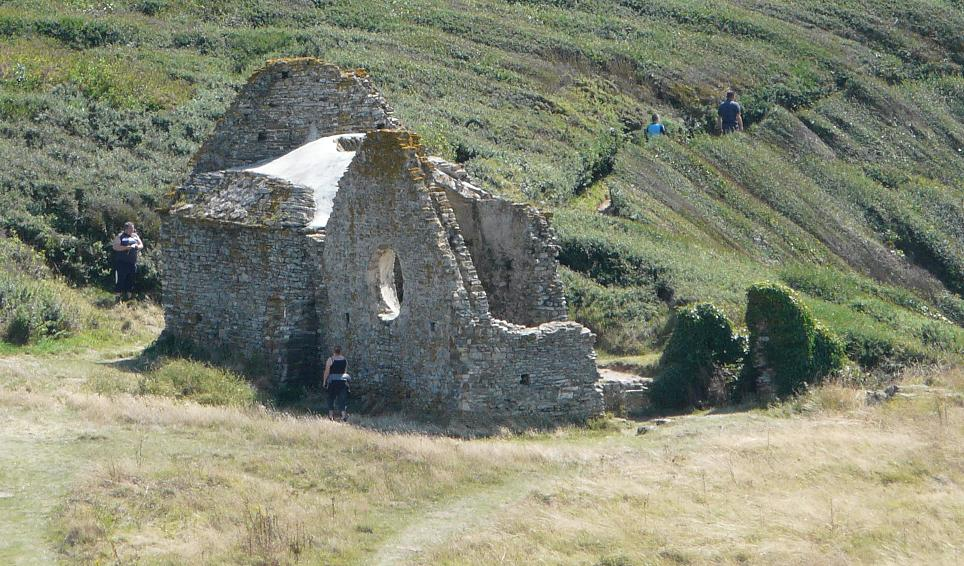
Ruines de la vieille église de Carteret, avec son pignon gothique.

- Le cap de Carteret et son ancien corps de garde, inscrit au titre des monuments historiques[33].
- Maison-phare.
- Ruines de la vieille église paroissiale de Carteret du XIe siècle, au bas du côté nord du cap, située au bord de la falaise, dédiée à saint Germain le Scot[34]. D'origine romane, avec un appareil en arête-de-poisson[note 11] de la nef qui s'élève à peine au-dessus du sol actuel, il subsiste notamment le chœur, à chevet plat avec oculus, reconstruction d'époque gothique (XIVe ou XVe siècle). La chapelle nord, au vu de la forme des moulurations des arcs de ce qui reste de sa voûte, date d'un XVe bien avancé. Ces arcs reposaient sur des culots sculptés des symboles des quatre Évangélistes[note 12] dont le bœuf (saint Luc) et l'aigle (saint Jean) sont encore discernables. À noter que les parties gothiques réemploient d'innombrables fragments de sarcophages taillés dans le calcaire oolithique[36].
- Église Saint-Germain-le-Scot du début du XXe siècle sur les plans de Pol Gosset (1881-1953), architecte à Paris. La première fut posée le 3 août 1902, et le culte y est transféré avec le transport solennel du saint-sacrement le 6 septembre 1908 ; elle remplace alors l'église Saint-Louis comme église paroissiale, et sera consacrée le mercredi 7 août 1912 par Mgr Guérard, évêque de Coutances.

Elle abrite un maître-autel, gradin d'autel, tabernacle et socle classé au titre objet aux monuments historiques. Interdite d'accès au public depuis 2017, elle est désacralisée depuis le 14 janvier 2020. Depuis 2021 une association réfléchit à sa sauvegarde et lui cherche un nouvel avenir.
- Église Saint-Louis des XIIIe – XIXe siècles, ancienne chapelle castrale du manoir, mentionnée en 1332 dans le pouillé du diocèse de Coutances. Sa fondation, si son vocable Saint-Louis est d'origine, serait donc postérieure à 1279, année de la canonisation de Louis IX, roi de France, et son fondateur serait Renaud IV de Carteret. Mais il est probable que sa fondation soit plus ancienne et que le vocable de Saint-Louis ait remplacé, à l'époque de Renaud IV, celui d'origine qui nous est inconnu.

Des documents du début du XVIe siècle ne font pas état de la chapelle ; elle était sans doute abandonnée et en mauvais état. À la ruine de la vieille église Saint-Germain, la chapelle Saint-Louis augmentée d'une nef en réemployant des pierres de l'ancienne église, devient entre 1686 et 1689 église paroissiale.
L'église est abandonnée en 1908 et le culte transféré à l'église Saint-Germain-le-Scot,.
Elle est aujourd'hui utilisée en été pour le culte protestant.
- Manoir de Carteret du XVIIIe siècle. Barbey d'Aurevilly y situe des épisodes dans son roman Une vieille maîtresse[10].
- Port de Carteret ou port des Isles à la fois port de pêche, de plaisance et d'embarquement pour les îles Anglo-Normandes.
- Maisons d'armateurs au quartier des Ormes du XVIIIe siècle, dont celle datée de 1778 du capitaine Jean-François Poret.
- Villas balnéaires des XIXe – XXe siècles.
- Fontaine Saint-Germain.

Pour mémoire
- Motte de Carteret attestée par les textes[note 14],[11].